# ФК Тештверишег

ФК Тештверишег (мађ. Testvériség Sport Egyesület), је мађарски фудбалски клуб . Седиште клуба је у Ракошпалота, Мађарска. Боје клуба су зелена и бела.

## Историјат клуба
Клуб је основан 1909. године. Дебитовао је у елитној мађарској лиги у сезони 1946/47. Првенство је завршио на петнаестом месту и испао из лиге. 

## Историјат имена
- 1909–1949 Тештверишег ШЕ − Testvériség Sport Egyesület
- 1949–1951 Вашуташ ШК Ракошфалва − Rákospalotai Vasutas SK
- 1951–1954 Локомотив ШК Ракошфалва − Rákospalotai Lokomotív SK
- 1954–1957 Тереквеш Ракошфалва − Rákospalotai Törekvés
- 1957– Тештверишег ШЕ − Testvériség Sport Egyesület

## Достигнућа
- Прва лига Мађарске у фудбалу:
  - 15. место (1) :1946/47.
- Друга лига Мађарске у фудбалу:
  - шампион (1) :1945/46.
  - шампион (1) :1918/19.

Аматери први разред
- шампион: 1927-28.

Четврта лига Мађарске у фудбалу, БЛС први разред]]
- шампион: 1958-59.

Пета лига Мађарске у фудбалу
- шампион: 1963. јесен, 1965., 1992-93., 2012-13.

Шеста лига Мађарске у фудбалу
- шампион: 1970. пролеће, 1999-00.

КУП Будимпеште
- победник: 2013-14